# Non è l'Arena
Non è l'Arena è stato un programma televisivo italiano in onda su LA7, in prima serata, dal 12 novembre 2017 al 2 aprile 2023 e condotto da Massimo Giletti. 
Prodotto dalla casa di produzione Fremantle, è stata la naturale prosecuzione di L'Arena, programma andato in onda su Rai 1 dal 2004 al 2017.

## Il programma
Nato da un'idea dello stesso conduttore dopo l'abbandono alla Rai, il programma prende il nome proprio dal precedente programma di Giletti sulla TV di Stato, L'Arena.
Il talk trattava temi legati all'attualità con particolar riguardo alla politica e alle inchieste. La messa in onda era prevista inizialmente al mercoledì sera, ma poi di comune accordo l'editore di La7 e Giletti hanno deciso di far andare in onda il programma alla domenica dal 12 novembre 2017, con collocamento alle ore 20:35, subito dopo l'edizione serale del TG LA7, per sfidare, come dichiarato dallo stesso conduttore, il programma Che tempo che fa di Fabio Fazio. Nella prima parte della quinta stagione 2021/2022 il programma va in onda il mercoledì sera, scambiandosi con Atlantide di Andrea Purgatori, con un nuovo collocamento orario dalle 21:15. Tuttavia dal 6 febbraio 2022 ritorna alla storica collocazione di domenica sera, subito dopo In onda.
Il programma andava in onda dal Teatro 9 degli Studios International di Via Tiburtina a Roma. La sigla di apertura era la canzone Un mondo migliore di Vasco Rossi, mentre quella di chiusura era Secondo coro delle lavandaie della Nuova Compagnia di Canto Popolare. La puntata del 12 maggio 2019 è andata in onda direttamente da Mezzojuso, dove si è discusso della vicenda delle Sorelle Napoli, mentre quella del 12 aprile 2020 è stata girata per le strade della Roma deserta ai tempi del primo lockdown legato alla Pandemia di COVID-19. Il 20 marzo e il 3 aprile 2022 Giletti ha condotto le puntate direttamente da Odessa, in Ucraina, per documentare la crisi russo-ucraina in corso. Il 5 giugno dello stesso anno il conduttore ha guidato la trasmissione da Mosca, dove ha intervistato Maria Zakharova, portavoce del ministro degli esteri russo Sergej Lavrov, in questo caso vede la conduzione in studio di Myrta Merlino. 
Il 10 giugno 2021 è andato in onda il reportage Abbattiamoli, dedicato alle stragi di Cosa Nostra e realizzato da Giletti in collaborazione con lo staff del programma. Sono stati inoltre realizzati numerosi speciali del programma, tra cui quello del 6 gennaio 2022 Corleone il potere e il sangue, contro la mafia di Totò Riina e la politica nazionale che lo aveva spalleggiato. Il 5 novembre 2022 va in onda un altro speciale, Fantasmi di mafia, dove viene intervistato l'ex mafioso Gaspare Mutolo.
A causa degli alti costi di produzione il 13 aprile 2023 LA7 ha annunciato la cancellazione del programma.

## Edizioni
| Edizione | Conduzione      | Messa in onda     | Messa in onda  | Collocazione | Collocazione | Orario | Puntate | Rete |
| Edizione | Conduzione      | Inizio            | Fine           | Collocazione | Collocazione | Orario | Puntate | Rete |
| -------- | --------------- | ----------------- | -------------- | ------------ | ------------ | ------ | ------- | ---- |
| 1ª       | Massimo Giletti | 12 novembre 2017  | 1º luglio 2018 | domenica     | domenica     | 20:35  | 31      | LA7  |
| 2ª       | Massimo Giletti | 23 settembre 2018 | 16 giugno 2019 | domenica     | domenica     | 20:35  | 37      | LA7  |
| 3ª       | Massimo Giletti | 22 settembre 2019 | 21 giugno 2020 | domenica     | domenica     | 20:35  | 39      | LA7  |
| 4ª       | Massimo Giletti | 27 settembre 2020 | 13 giugno 2021 | domenica     | domenica     | 20:35  | 34      | LA7  |
| 5ª       | Massimo Giletti | 29 settembre 2021 | 19 giugno 2022 | mercoledì    | domenica     | 21:15  | 34      | LA7  |
| 6ª       | Massimo Giletti | 11 settembre 2022 | 2 aprile 2023  | domenica     | domenica     | 21:15  | 25      | LA7  |

## Parodie del programma
Dal 2019 al 2021 nel programma di Rai 2 Quelli che il calcio è stata presente una parodia del programma dal titolo Non è l'Arena i preliminari con l'imitazione di Giletti da parte del comico Ubaldo Pantani.

## Ospiti ricorrenti
Tanti ospiti si alternavano nelle puntate del programma: tra i principali vi sono i giornalisti Luca Telese, Gad Lerner, Peter Gomez, Alessandro Sallusti, Sandra Amurri, politici ed opinionisti.